# Pavel Dungl
Pavel Dungl (* 25. dubna 1948 Olbramkostel) je český ortoped a emeritní přednosta Ortopedické kliniky Fakultní nemocnice Bulovka.

## Život
Narodil se v Olbramkostele na Znojemsku. Vystudoval Lékařskou fakultu Univerzity Jana Evangelisty Purkyně v Brně (dnes Masarykova univerzita) a doktorské studium na Univerzitě Karlově v Praze. Jako lékař nastoupil nejprve na ortopedickou kliniku na Vychovatelně Na Bulovce. Specializoval se na traumatologii a alloplastiky, nejvíce se věnoval dětské ortopedii.
V letech 1984–1989 pobýval na několikaměsíčních studijních pobytech v Rakousku, Německu, Švýcarsku a USA. V letech 1990–1993 pracoval v ortopedické nemocnici Speising ve Vídni. Následně se stal přednostou ortopedické kliniky Fakultní nemocnice Bulovka.
V roce 1998 byl zvolen do výkonného výboru Evropské pediatrické společnosti; v letech 2004–2005 byl prezidentem této společnosti jako první ortoped z bývalého východního bloku. Je autorem mnoha nových léčebných postupů, z nichž některé nesou jeho jméno.
V létě 2008 operoval tehdejšího prezidenta Václava Klause, kterému provedl endoprotézu kyčelního kloubu. V roce 2012 operoval palec na noze prezidentu Miloši Zemanovi.
V září 2009 byl u Vídně těžce zraněn při havárii, když se mu ve 120kilometrové rychlosti zablokovalo přední kolo. Utrpěl velkou krevní ztrátu, měl mnoho zlomenin a tři týdny byl v bezvědomí. Prodělal sérii operací. Dva měsíce po nehodě poprvé znovu sám operoval. Vážnou nehodu zažil již v roce 1993, kdy měl po střetu s nákladním automobilem zlomené tři krční obratle.

### Osobní život
Pavel Dungl je otcem čtyř synů, mezi nimi je nejmladší František Jan Dungl. Rád sportuje, věnuje se zejména tenisu a golfu.

## Politická angažovanost
Ve volbách do Senátu PČR v roce 2018 kandidoval za koalici TOP 09 a STAN v obvodu č. 23 – Praha 8. Se ziskem 15,29 % hlasů skončil v prvním kole voleb na 2. místě a ve druhém kole se utkal s nestraníkem za Piráty Lukášem Wagenknechtem. V něm však prohrál poměrem hlasů 45,54 % : 54,45 %.

## Ocenění
- Medaile Za zásluhy o stát (2014)[7]